# Dwór w Nowym Śleszowie
Dwór w Nowym Śleszowie – dwór z XIX w. w Nowym Śleszowie, w powiecie wrocławskim, wpisany do gminnej ewidencji zabytków.
Parterowy dwór zbudowany pod koniec XIX w. Zamieszkały przez niemieckich właścicieli do 1944. 
Dwór wybudowany na planie prostokąta, kryty dachem dwuspadowym. Od frontu piętrowy ryzalit zamknięty trójkątnym frontonem i ganek z wejściem usytuowanym z boku, do którego prowadzą schody na wysokie parter. Nad gankiem balkon z pełną balustradą. Po lewej stronie trzypiętrowa wieża zegarowa wybudowana na rzucie kwadratu, zwieńczona attyką. Od zaplecza murowana weranda z balkonem otoczonym balustradą, do której prowadzą schody również z balustradą. Przy obiekcie park z końca XIX w. o pow. 3,15 ha.
Obiekt został wpisany do gminnej ewidencji zabytków gminy Żórawina.